# Comuna Mali Kopani, Hola Prîstan
Mali Kopani (în ucraineană Малі Копані) este o comună în raionul Hola Prîstan, regiunea Herson, Ucraina, formată din satele Burkutî și Mali Kopani (reședința).

## Demografie
Componența lingvistică a comunei Mali Kopani
     Ucraineană (91,1%)
     Rusă (7,62%)
     Alte limbi (0,56%)
Conform recensământului din 2001, majoritatea populației comunei Mali Kopani era vorbitoare de ucraineană (91,1%), existând în minoritate și vorbitori de rusă (7,62%).